# Cesatiella australis
Cesatiella australis är en svampart som beskrevs av Sacc. & Speg. 1878. Cesatiella australis ingår i släktet Cesatiella, klassen Sordariomycetes, divisionen sporsäcksvampar och riket svampar.   Inga underarter finns listade i Catalogue of Life.